# 川端俊介
川端 俊介（かわばた しゅんすけ、1963年 - 2019年10月22日）は、日本のアマチュア野球選手（投手）。小学校教師。群馬県高崎市出身。
速球と落差のあるカーブを武器に活躍した。山際淳司のノンフィクション『スローカーブを、もう一球』の主人公。

## 経歴
高崎市立第一中学校で軟式野球部に入部し野球をはじめる。卒業後、群馬県立高崎高等学校に進学、硬式野球部に入部。高校2年の夏までは右サイドスローの控え投手であったが、OBの指導でオーバースローに変えたところ球威が増加し、エースとなった。1980年秋の群馬県高校野球選手権で快投を続け、2回戦群馬県立沼田高等学校に5-2で勝利・3回戦前橋育英高等学校で13-0のコールド勝ち・準々決勝群馬県立前橋商業高等学校に7-2で勝利・準決勝群馬県立高崎商業高等学校に3-0で快勝し、関東高校野球選手権への出場を決めた。決勝でも勢いは衰えず、群馬県立吉井高等学校に2-1で競り勝った。関東高校野球選手権大会では、1回戦茨城県立水戸農業高等学校に8-0で快勝、2回戦國學院大學栃木高等学校に3-2で辛勝、準決勝茨城県立日立工業高等学校に2-0で競り勝って1981年春のセンバツ出場を決めた。センバツでは力を出し切れず1回戦で敗れた。川端とバッテリーを組んだキャッチャーの2人は世間の印象に自ら引きずられ、初球で本来の武器ではないスローカーブから始まったことで自分たちのプレーができず、ともに浮ついていたという。
高校卒業後は、早稲田大学に進学し教員免許を取得。群馬県公立小学校教員に採用され、小学校教諭として児童の指導にあたっていた。
2019年10月22日、隆起性皮膚線維肉腫のため高崎市の自宅で死去、56歳没。